# Jon Gallagher
Jon Gallagher (Dundalk, Irlanda; 23 de febrero de 1996) es un futbolista irlandés. Juega de delantero y su equipo actual es el Austin FC de la Major League Soccer.

## Trayectoria
Nacido en Dundalk, Gallagher vivió en Estados Unidos, Jamaica, Singapur e Inglaterra. En estos países, jugó en fútbol a nivel juvenil. Fue en América donde jugó 4 años en los Notre Dame Fighting Irish de la Universidad de Notre Dame entre 2014 y 2017.
Gallagher fue seleccionado por el Atlanta United en el puesto 14 del SuperDraft de la MLS 2018. Debutó en la USL Championship en el Atlanta United 2 el 24 de marzo de 2018 ante New York Red Bulls II.

## Clubes
| Club             | País           | Año           |
| ---------------- | -------------- | ------------- |
| Atlanta United 2 | Estados Unidos | 2018-2019     |
| Atlanta United   | Estados Unidos | 2018-2019     |
| Aberdeen         | Escocia        | 2019-2020     |
| Austin FC        | Estados Unidos | 2021-presente |